# Paroxylabis
Paroxylabis är ett släkte av steklar som beskrevs av Jean-Jacques Kieffer 1907. Paroxylabis ingår i familjen hyllhornsteklar.